# 金德伯格陷阱
金德伯格陷阱（英語：Kindleberger Trap），指國際體系中無國家願意且有能力承擔領導責任導致的失序困境。其名稱來自經濟史家金德伯格。

## 概要
金德伯格的霸權穩定論主張國際金融秩序有賴一善意霸權維持。金德伯格更進一步地指出，1930年代的經濟恐慌及第二次世界大戰的爆發，乃因美國逃避了領導國際秩序、提供國際公共財的霸主職責。國際公共財是可供國際共享、具外部效益的資源、服務、制度、國際組織、安全機制與其他國際建制等等。美國作為一善意霸權，提供國際公共財，方確保了全球金融市場發展的基礎。
金德伯格陷阱，便是霸權若從其霸主職責上後撤，權力轉移中又無國能取而代之，便留下全球領導真空，將導致全球範圍的混亂。

## 緣起
2010年代，修昔底德陷阱一說，在美引發廣泛議論。2017年，政治學家奈伊指出中美間，比起修昔里德陷阱，更需擔心「金德柏格陷阱」，憂心全球治理陷入領導真空。